# MPI Adventure
MPI Adventure — судно, споруджене на замовлення компанії MPI Offshore для використання у будівництві офшорних вітрових електростанцій. Однотипне з MPI Discovery.

## Характеристики
Судно сконструйоване з урахуванням досвіду експлуатації MPI Resolution (перша установка компанії MPI для монтажу вітроагрегатів, що працювала з 2003 року). Замовлення виконала китайська корабельня Cosco Qidong Shipyard, яка передала його власнику 2011 року.
Для виконання основних завдань MPI Adventure обладнане краном вантажністю 1000 тонн. Робоча палуба має площу 3600 м2 та може витримувати до 6000 тонн вантажу.
За своїм архітектурно-конструктивним типом судно належить до самопідіймальних (jack-up). Воно має шість опор з максимальною довжиною нижче корпусу 51 метр та може оперувати в районах з глибинами до 40 метрів (при заглибленні опор на 5 метрів). Пересування до місця виконання робіт здійснюється самостійно, а точність встановлення на місці забезпечується системою динамічного позиціювання DP2.
Судно обладнане майданчиком для гелікоптерів діаметром 22 метри.

## Завдання судна
Першим завданням після введення в експлуатацію стало спорудження в 2011—2012 роках фундаментів більш глибоководної частини найбільшої на той час у Великій Британії та в світі офшорної ВЕС Лондон-Аррай.
В 2012 році судно встановило біля Бліт (узбережжя Нортумберленду) вимірювальну метеорологічну станцію для National Renewable Energy Centre's Offshore Anemometry Hub (NOAH). Отримана нею інформація використовувалась у проєкті експериментальної ВЕС Blyth Offshore Demonstrator Project.
На початку 2013-го MPI Adventure провадило монтаж турбін на ВЕС Тіссайд в Північному морі біля узбережжя Йоркширу (Англія).
У 2013—2014 роках судно здійснило встановлення вітроагрегатів на ВЕС Тріанель-Боркум у німецькому секторі Північного моря, в районі острова Боркум.
Також у 2014-му MPI Adventure виконало роботи зі спорудження офшорної трансформаторної підстанції на ВЕС Гамбер-Гейтвей (знову біля узбережжя Йоркширу), встановивши як опорну основу («джекет»), так і надбудову з обладнанням («топсайд»).
З січня по вересень 2015-го судно змонтувало 80 турбін на ВЕС Амрумбанк-Вест (німецький сектор Північного моря, на захід від острова Амрум).
Осінню 2015 року MPI Adventure здійснило в Ірландському морі демонтаж двох турбін на ВЕС Робін-Рігг, основи яких втратили надійний зв'язок із дном через зимові шторми.
У липні 2016 — січні 2017 судно встановило 72 вітрові турбіни на німецькій ВЕС Зандбанк (все так же Північне море, на межі з данським сектором).
В період до вересня 2017-го MPI Adventure разом з MPI Discovery змонтували 116 вітроагрегатів на ВЕС Рампіон в протоці Ла-Манш біля південного узбережжя Англії.